# 果敢
果敢是緬甸東北部的一個地區。其位於撣邦北部，西臨薩爾溫江，東與中國雲南省接壤，總面積約為1,895平方公里。首府老街。在緬甸官方的行政區劃中，果敢地區屬於老街縣管轄。根據2008年頒佈的緬甸聯邦共和國憲法，該地區設立果敢自治區，旨在讓該地區的果敢族（漢族）自治。然而事實上現在果敢全境為緬甸民族民主同盟軍控制，歸缅甸联邦第一特区管轄。該地區人口主要為果敢族，是居住在緬甸的雲南人後裔。
果敢歷史上幾個世紀以來一直是中國的一部份，至今中華民國聲仍稱對其擁有主權，但由於地理位置偏遠，歷屆中國政府基本上都對果敢置之不理。該地區在雲南省和撣邦之間形成了事實上的緩衝區。果敢土司楊氏家族原本是來自南京的明朝忠臣，他們將這一地區整合為一個單一的政體。1840年，雲南巡撫授予楊氏世襲統治權。1885年英國征服上緬甸後，果敢最初根據1894年中英邊界條約劃歸中國。1897年2月簽署的補充協議中將其割讓給英屬緬甸。
1960年代至1989年期間，果敢地區由緬甸共產黨控制。1989年緬共武裝派系解散後，該地區為緬甸民族民主同盟軍控制。緬甸民族民主同盟軍和緬軍之間的武裝衝突導致了2009年八八事變和2015年果敢軍事衝突。在2023年的1027行動中，緬甸民族民主同盟軍再次重新控制果敢。

## 詞源
「果敢」之名源於緬甸語，而這個緬甸語詞彙源於撣語的（kāo，“九”） + （kúun，“人家”）或（kǎang，“衛隊”），合起來就是「九戶人家」或「九支部隊」的意思。果敢是這個詞的音譯，果敢人自己的解釋卻是：「果」等於果斷，「敢」等於勇敢。

## 人口
2009年，果敢地區的人口大約150,000人。其中大約10萬人持有緬甸籍，其餘為中國公民。緬甸籍人口中，90%為果敢族。果敢族為世居緬北的漢族雲南人後裔，具有緬甸官方法定少數民族的地位。

## 歷史

### 清代以前

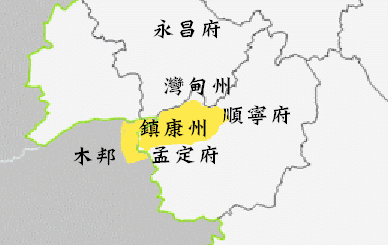
清代傣族鎮康州土司地黑線為現代地區界，綠線為現代國界

果敢地區及其周邊地區（如佤邦、克欽邦等等）在歷史上多屬於地方土司管理的地區，未成為中央集權國家所能直接统治的邊境地區；崎嶇複雜的地形決定了其多樣化的民族組成。
該地曾為哀牢百濮的地域，後哀牢內附東漢，該地屬於東漢永昌郡西南邊陲。
三國時代蜀漢諸葛亮在平南時在諸葛炮樓山留下了遺蹟。在大理國時期，劃屬永昌府孟纏甸範圍。
元代，分屬雲南省鎮康路、孟定路孟纏甸的一部份。明代，其地流轉於傣族鎮康土司、孟定土司、耿馬土司、木邦土司。17世紀南明政權向西南方敗退，大規模的漢族平民隨著永曆帝的明軍遷徙雲南。

### 楊氏土司世襲統治
18世紀，鎮康州以及木邦的交界處出現了楊姓漢人勢力，楊獻才與繼任者楊維興以興達戶為基礎，對外擴張。至1840年，第四代領導者楊國華被清朝冊封為世襲果敢縣土司。
1886年，英國吞并緬甸貢榜王朝，同时將緬甸北方臣服於缅甸的土司也纳入英属印度。英國與清朝簽訂契約，界定中緬兩國邊境傳統上没有穩定歸屬的土司，一些被分為中國所有，部分則屬緬甸。经过多年谈判，1897年《中英續議緬甸條約》果敢被劃入英屬印度的範圍成為木邦大土司轄下的小土司邦。
二戰之後，果敢與鄰近的土司邦一同自英國獨立，果敢土司楊振材出席彬龍會議，簽訂彬龍協議與英屬緬甸殖民地下的其他各邦共同組成緬甸聯邦。果敢獲得大土司的地位，不再從屬於木邦，但喪失江西地區的統轄權。楊姓土司的世襲統治權至1959年結束，歷時兩百餘年的果敢土司至此交權予地方議會。

### 後土司暨緬共執政時期
土司政權結束之後，果敢陷入了長年的動亂。1963年楊振材遭到緬甸奈溫政府逮捕，土司家族成員楊振聲隨即建立了軍隊與政府相抗，反抗勢力很快地被瓦解，但戰爭沒有完全結束，由原有的反奈溫政府戰爭，逐漸演變為果敢各方勢力內戰。楊振聲最後流亡法國。1968年以後，緬甸共產黨吸收了緬甸東北山區的少數民族武裝，控制緬甸東北邊境地區，包含果敢大部分領土。

### 撣邦第一特區設立
1989年，彭家聲治下的果敢脫離緬共，與緬甸政府停戰，3月11日成立缅甸民族民主同盟军（通称“果敢同盟军”）和缅甸撣邦第一特區政府。特區保有有限的軍力，獨立的內政、軍事、財政等權力。中央政府派駐少量的公共服務人員至果敢。
1992年，楊家兄弟政變，驅逐了彭家聲，楊氏政權獲得聯邦政府承認。1995年彭家聲武力奪回果敢政權。2003年全面停種罌粟。

### 缅甸政府军占领時期
2009年發生八二七武裝衝突之後，彭遭驅逐，特區政府改組，由白所成擔任果敢地区临时管理委员会主席。2011年，果敢自治區成立，但該自治區的合法性不被彭家聲領導的同盟軍承認，同盟軍稱其為「偽自治區」。2011年底，果敢自治區與中國臨滄市、鎮康縣決定合作開闢125國際工業區。2016年4月，趙德強任新一屆果敢自治區領導委員會主席。

### 恢復撣邦第一特區
2024年1月，缅甸民族民主同盟军重新恢复自八八事件以后所丢失的果敢地区全面控制权。
2024年4月，第一特区政权由“掸邦第一特区”变更为“缅甸联邦第一特区”。

## 果敢的統治者
果敢土司
- 參見果敢土司

事實上的統治者
- 杨金秀 1960年–1963年（安全监督）
- 杨振声 1963年-1965年（果敢自治军司令）
- 罗星汉 1965年–1969年3月（果敢嘎戈也（英语：Ka Kwe Ye）司令）
- 彭家声 1969年3月–1990年1月3日（果敢縣縣長）

緬甸撣邦第一特區主席
- 彭家声 1990年1月3日–1993年2月27日
- 杨茂良 1993年2月27日–1995年12月20日
- 彭家声 1995年12月20日–2009年8月25日（流亡：2009年8月26日–2022年2月16日）
- 白所成 2009年8月25日–2011年3月30日（臨時管理委員會主席）[註 1]

果敢自治區領導委員會主席
- 白所成 2011年3月30日–2016年4月5日
- 赵德强 2016年4月5日–2021年2月19日
- 李正福（緬甸名：吳敏遂） 2021年2月19日–2023年11月9日
- 吞吞敏 （ထွန်းထွန်းမြင့်） 2023年11月9日–2024年1月5日（代主席）

緬甸聯邦第一特區主席
- 彭德仁 2024年1月5日–至今（2022年2月16日–2024年1月5日為緬甸撣邦第一特區流亡政府主席）

## 相關文獻資料

### 論文
- 王士錄，2005，《緬甸的果敢族：族稱、來歷、狀況及跨國互動》
- 馮建勇，2007，《近代云南西部疆域变迁述论》
- 袁方 刘镇发，2007，《缅东果敢话音系探析》
- 李子平，2016，《論緬甸果敢民族歷史、禮俗與華人性》

### 書籍
- 魯成旺，2012，《果敢志》
- Jackie Yang Li, 1997,《The House of Yang, guardians of an unknown frontier》。中文版書名《楊家，一個未知國門的守護者》
- 蔡山，1989，《果敢》
- 蕭德虎等，1992，《鎮康縣志》
- 魯成旺，1994，《永德縣志》
- 尤中，1986，《中國西南邊疆變遷史》
- 鳳凰衛視，2005，《唐人街故事》

### 專題影片
- 2004年，《唐人街-果敢之行》，鳳凰衛視製作。
- 2009年，《果敢恩仇录：缅甸边城战地报告》，鳳凰衛視製作。

## 外部連結
- 撣邦第一特區/緬甸民族民主同盟軍的官方媒體：
  - 果敢资讯网 （页面存档备份，存于）
  - 果敢资讯网的Blogger部落格
  - 果敢资讯网的新浪微博
  - 果敢资讯网的X（前Twitter）
  - 果敢资讯网的Facebook專頁
  - YouTube上的果敢资讯网頻道 （中文）